# Sinszol-tong állomás
Sinszol-tong (Sinseol-dong ) állomás a szöuli metró 1-es és  2-es vonalának, valamint az Ui LRT állomása Tongdemun-ku (Dongdaemun-gu) kerületben. Nem messze tőle található a Szöuli Népi Bolhapiac és a Cshonggjecshon (Cheonggyecheon) patak.

## Viszonylatok
| 1-es vonal                                                                   | 1-es vonal                 | 1-es vonal                                                                                   |
| ---------------------------------------------------------------------------- | -------------------------- | -------------------------------------------------------------------------------------------- |
| Csegi-tong (Jegi-dong) Szojoszan (Soyosan) és Kvangun (Gwangun) Egyetem felé | személy- és expresszvonat  | Tongmjo (Dongmyo) Incshon (Incheon), Szodongthan (Seodongtan) vagy Sincshang (Sinchang) felé |
| 2-es vonal                                                                   |                            |                                                                                              |
| Jongdu (Yongdu) Szongszu (Seongsu) felé                                      | Szongszu (Seongsu) szakasz | végállomás                                                                                   |
| Ui LRT                                                                       |                            |                                                                                              |
| Pomun (Bomun) Pukhanszan Ui (Bukhansan Ui) felé                              |                            | végállomás                                                                                   |